# Oasis: Supersonic
Oasis: Supersonic é um documentário musical britânico de 2016 dirigido por Mat Whitecross. Asif Kapadia e James Gay-Rees, premiados com um Oscar pelo filme Amy (2015), trabalharam neste filme respectivamente como produtor executivo e produtor cinematográfico. O filme foi lançado em 26 de outubro de 2016 e foi distribuído no Reino Unido pela Entertainment One e Lorton Distribution, e nos Estados Unidos pela A24.

## Sinopse
O filme detalha a história da banda de britpop Oasis durante seus anos de formação e o auge de seu sucesso na década de 1990, apresentando entrevistas fora da tela com membros da banda e pessoas associadas a eles, definidas para arquivar vídeos de shows, entrevistas contemporâneas e cenas de bastidores.

## Recepção

### Bilheteria
Oasis: Supersonic estreou nos cinemas por 16 dias. Ele arrecadou $ 242.867 nos Estados Unidos e Canadá e $ 1,2 milhões em outros países para um total mundial de $ 1,5 milhões, e as vendas de seus lançamentos em DVD / Blu-ray renderam $ 182.049. 

### Crítica
Oasis: Supersonic recebeu críticas positivas dos críticos. No agregador de críticas Rotten Tomatoes, o filme tem um índice de aprovação de 84%, com base em 55 resenhas, com pontuação média de 7,1/10. O consenso crítico do site diz: "Oasis: Supersonic abre mão de uma abordagem abrangente de seus assuntos multiplatina em favor de um olhar apreciativo - e emocionante - em seus primeiros anos inebriantes." No Metacritic, o filme tem uma pontuação de 71 em 100, com base em 16 críticos, indicando "críticas geralmente favoráveis". Em uma crítica positiva, David Ehrlich da Indiewire elogiou a visão do documentário sobre o relacionamento de Liam e Noel, descrevendo-o como "uma visão comovente e perspicaz de uma das rivalidades entre irmãos mais abertamente turbulentas de nosso tempo". Peter Bradshaw do The Guardian, criticou a ausência do grupo no período pós-1996, bem como a desconsideração da batalha da banda com o Blur em 1995, o endosso de Noel a Tony Blair e o declínio da popularidade da banda. Ele deu ao filme três de cinco estrelas. Brian Tallerico expressou sentimentos semelhantes em uma revisão para RogerEbert.com, dando-lhe duas estrelas e meia em quatro. Ele resumiu: "Embora Oasis: Supersonic nunca seja chato, especialmente para os fãs, também não é profundo o suficiente para justificar seu foco estreito, especialmente em seu longo tempo de execução."

## Certificações
| Região                                               | Certificação | Vendas   |
| ---------------------------------------------------- | ------------ | -------- |
| Reino Unido (BPI)                                    | 4x Platina   | 200 000* |
| * Números de vendas baseados apenas na certificação. |              |          |